# Sör-Dalkarlssjön
Sör-Dalkarlssjön är en sjö i Avesta kommun i Dalarna och ingår i Dalälvens huvudavrinningsområde. Sjön har en area på 0,241 kvadratkilometer och ligger 148,2 meter över havet.

## Delavrinningsområde
Sör-Dalkarlssjön ingår i det delavrinningsområde (668689-153483) som SMHI kallar för Utloppet av Rossen. Medelhöjden är 146 meter över havet och ytan är 33,72 kvadratkilometer. Räknas de 5 avrinningsområdena uppströms in blir den ackumulerade arean 59,25 kvadratkilometer. Årängsån (Vallaån) som avvattnar avrinningsområdet har biflödesordning 2, vilket innebär att vattnet flödar genom totalt 2 vattendrag innan det når havet efter 116 kilometer. Avrinningsområdet består mestadels av skog (70 procent). Avrinningsområdet har 7,44 kvadratkilometer vattenytor vilket ger det en sjöprocent på 22 procent. Bebyggelsen i området täcker en yta av 0,36 kvadratkilometer eller 1 procent av avrinningsområdet.